# Bracebridgia emendata
Bracebridgia emendata är en mossdjursart som först beskrevs av Campbell Easter Waters 1881.  Bracebridgia emendata ingår i släktet Bracebridgia och familjen Adeonidae. Inga underarter finns listade i Catalogue of Life.